# Skhug
Il Sahawiq (in arabo: سحاوق) pronunciato anche come skhoog, shug, zhug o schug è una salsa piccante molto popolare come condimento nello Yemen.
Lo skhug è preparato con peperoni piccanti, prezzemolo, coriandolo, aglio e diverse spezie. Lo skhug adom (rosso) è preparato invece con peperoncini rossi. Mentre per lo skhug yarok (verde) si usano i peperoncini verdi. Lo skhug chum è lo skhug yarok con pomodori tra gli ingredienti. È possibile preparare lo skhug poco piccante aggiungendo più coriandolo e salsa di pomodoro agli ingredienti. Tra i tipi di skhug è molto popolare in Israele quello "temani" chiamato skhug Yemenite, preparato con peperoni verdi di diversi tipi. In Israele per lo skhug ci si riferisce semplicemente come hakharíf, "il piccante", ed è un condimento molto abituale nelle botteghe di shawarma.